# Ethmia maracandica
Ethmia maracandica is een vlinder uit de familie van de grasmineermotten (Elachistidae). De wetenschappelijke naam van de soort is voor het eerst geldig gepubliceerd in 1907 door Rebel.